# Билевич, Николай Иванович
Николай Иванович Биле́вич (1812—1860) — русский писатель и педагог XIX века, коллежский советник.

## Биография
Родился 21 ноября (3 декабря) 1812 года в Курске в семье учителя гимназии, происходившего из обедневших дворян.
Учился в уездном училище, затем — в Курской мужской гимназии. В 1827 году поступил в гимназию высших наук князя Безбородко в Нежине, где учились Н. В. Гоголь, Н. В. Кукольник, Е. П. Гребёнка, Н. Я. Прокопович, и где преподавал его дядя, профессор М. В. Билевич. По окончании гимназии в 1830 году поступил в Московский университет, в течение нескольких месяцев слушал лекции словесного и юридического факультетов. По недостатку средств оставил университет и поступил учителем истории и географии в Московскую практическую академию.
Примерно в это же время поступил на место бухгалтера и управляющего письмоводством в конторе богоугодных заведений, состоящих в ведомстве московского попечительного совета. В 1836 году получил место преподавателя истории и статистики в старшем классе института обер-офицерских детей, готовящихся к поступлению в Московский университет, при московском Воспитательном доме. Затем, продолжая служить в практической академии, Н. И. Билевич преподавал ещё и в ряде других учебных заведений, в том числе в пансионе Чермака, в женском Александровском училище, а также давал уроки словесности в нескольких частных домах. 
При этом, несмотря на обширные учительские занятия, он не оставлял литературы и в 1836 году выпустил «Простонародные рассказы».
Около 1839 года начальство воспитательного дома поручило Билевичу составить учебное руководство к преподаванию всеобщей истории. Он написал только «Древнюю историю», так как в 1840 году оставил службу в воспитательном доме, так как был назначен учителем русской словесности во вновь открытую третью московскую гимназию, из которой вскоре, по распоряжению попечителя учебного округа графа С. Г. Строганова, перемещён старшим учителем в дворянский институт. Одновременно он преподавал русскую словесность и археологию в сиротском доме и в Московском дворцовом архитектурном училище, исполняя в последнем обязанности учёного секретаря конференции училища. В 1848 году был назначен инспектором Калужской гимназии, а в 1850 году переведён инспектором в первую московскую гимназию.
В 1853 году, в связи с ухудшившимся здоровьем, вышел в отставку и поселился в Курске. В 1854 году составил программу «Описания Курской губернии» и, по рассмотрении её в министерстве внутренних дел, утверждён в звании члена-производителя работ Курского губернского статистического комитета с назначением заведующим комитетом.
Во время Крымской кампании, в 1855—1856 годах, был избран курским дворянством в депутаты от дворянства и состоял членом губернского комитета продовольствия войск крымской и южной армий.
В 1857 году был уволен от производства работ в статистическом комитете по слабости зрения, причём за ним оставлено общее заведование делами комитета и наблюдение за работами, в особенности по обработке «монографических трудов и по собиранию материалов для издания будущих памятных книжек».
Умер 15 (27) июля 1860 года в своём имении в селе Патепке Щигровского уезда Курской губернии.

## Творчество
В начале 1830-х годов познакомился в Москве c Н. А. Полевым, у которого давал уроки, с Надеждиным и с Киреевскими. На вечерах у последних встречался с А. С. Пушкиным, В. А. Жуковским, Н. М. Языковым, посещал также литературные вечера М. Н. Загоскина, А. Ф. Вельтмана, Ф. Н. Глинки. Эти литературные знакомства скоро возбудили в нём влечение к литературным занятиям. Он выполнял переводы для журнала «Телескоп», затем написал несколько сатирических статей и в 1832 году издал их отдельной книгой под заглавием «Картинная галерея светской жизни, или Нравы XIX столетия».
Его «Простонародные рассказы», изданные анонимно в 1836 году, были встречены благосклонными отзывами Белинского и Сенковского и в 1839 году были изданы вторично под заглавием: «Святочные рассказы». В них собраны «былицы в лицах», шутливые, грустные и поучительные сказочно-фантастические истории. Наряду с заметной затруднённостью в передаче «простонародного» языкового колорита они отмечены непринуждённостью, с которой персонажи народной демонологии — черти, ведьмы, оживающие покойники — вписаны в повседневный быт, где им принадлежат роли незадачливых соблазнителей или, напротив, судей, наказывающих тех, у кого нечистая совесть («Белые колпаки, или Нездешние гости на здешнем свете», «Дедова история», «Зелёная птица», «Чудная встреча»). Одобряя книгу, Сенковский нашёл в ней «что-то русское — грубое, тяжёлое, мужицкое, но русское, национальное».
Опубликовал ряд статей в «Библиотеке для чтения» («О преподавании русского языка и словесности» (1846), повесть «Пётр Иванович Короткоумкин», (1853)), в «Москвитянине» («Об историческом значении Петровского-Разумовского» (1846), повесть: «Мечты и действительность» (1849)), в «Московском городском листке» («Николай Иванович Новиков», «Пребывание Карамзина в Москве» и «Русские писательницы XVIII и XIX веков» (1847)) и в «Московских ведомостях», («Коренная ярмарка в Курске» (1854)). Кроме того, перу Билевича принадлежат сказки «Журавль» (1846), «Сказка об Иване-Богатыре» (1847), статья «О цели и сущности гимназического образования» (1848).
Был любимым учителем Ф. М. Достоевского, оказавшим на последнего литературное и нравственное влияние. В своих книгах отстаивал православно-монархические, патриотические идеалы, выступая против космополитизма и западничества. Его статьи о русских писательницах XVIII и XIX веков до сих пор представляют ценность как историко-литературная работа.